# Ernst Krieger (Filmmanager)
Ernst Lebrecht Carl Wilhelm Krieger (* 2. September 1876 in Charlottenburg; † 7. November 1937) war ein deutscher Berufsoffizier, UFA-Manager, Drehbuchautor sowie Kulturfilmproduzent und -regisseur, seit 1918 Direktor der Kulturabteilung der UFA.

## Leben
Krieger war der Sohn des Gutsbesitzers des Gutsbesitzer Carl Krieger und dessen Ehefrau Marie, geborene Meibauer.
Nachdem Krieger sein Abitur am Wilhelmsgymnasium in Königsberg abgelegt hatte, trat er am 28. Februar war 1895 als Fahnenjunker in das Infanterie-Regiment „Herzog Karl von Mecklenburg-Strelitz“ (6. Ostpreußisches) Nr. 43 der Preußischen Armee ein und avancierte Mitte August 1896 zum Leutnant. Anfang April 1897 erfolgte seine Versetzung in das Infanterie-Regiment Nr. 146. Dort war er ab Mai 1900 für zwei Jahre als Sektionsführer bei der Maschinengewehr-Abteilung und anschließend als Regimentsadjutant tätig. 1911 wurde er zum Hauptmann befördert, am 6. November 1917, in der Spätphase des Ersten Weltkriegs, zum Major. Nach eigener Aussage wurde er in zehn Schlachten und 28 Gefechten zweimal verwundet. Dafür wurde Krieger mit beiden Klassen des Eisernen Kreuzes ausgezeichnet.
Seine Wechsel in die Filmbranche erfolgte Schrittweise. Im Februar wurde Krieger zum Bild- und Filmamt (BUFA) abkommandiert. Hier übernahm er die Leitung der militärischen Abteilung. Am 1. Juli 1918 wurde sein Abschied vom Kriegsdienst zum Wechsel zur UFA bewilligt. Bei der gegen Ende des Vorjahres gegründeten größten deutschen Filmproduktionsfirma übernahm Ernst Krieger fortan die Leitung der Kulturabteilung und zeichnete in dieser Position für die Herstellung bekannter UFA-Dokumentarfilme wie Wege zu Kraft und Schönheit und Wunder der Schöpfung aber auch zu Spielfilmen mit kulturdokumentarischen Anteilen wie “Horrido” und “Kampf um die Scholle” (alle Mitte der 1920er Jahre) verantwortlich. Bis 1926 will er mit seiner Abteilung nach eigener Auskunft rund 400 Filme hergestellt haben.

## Filmografie (kleine Auswahl)
als persönlicher Produzent, wenn nicht anders angegeben
- 1922: Der falsche Prinz (auch Drehbuch)
- 1924: Horrido
- 1924: Wein, Weib, Gesang (auch Drehbuch und Musik)
- 1925: Wege zu Kraft und Schönheit (auch Drehbuchbeteiligung)
- 1925: Wunder der Schöpfung (auch Drehbuch)
- 1927: Der Weltkrieg
- 1927: Natur und Liebe
- 1927: Der große Sprung